# ELNA 2
ELNA 2 ist die Bezeichnung für eine Reihe von Tenderlokomotiven, die nach den Normen des ELNA gebaut wurden. Die ELNA 2 haben die Achsfolge 1’C. Sie sind für den leichten Streckendienst ausgelegt. Mit ihrer Leistung von 368 kW erreichen sie eine Höchstgeschwindigkeit von 50 km/h.
Mindestens 37 Lokomotiven dieses Typs sind für verschiedene Privatbahnen gebaut worden, die meisten in der Heißdampfausführung. Die meisten Loks dieses Typs (fünf) waren bei der Liegnitz-Rawitscher Eisenbahn. 1949 wurden 16 Lokomotiven von der DR übernommen und überwiegend als Baureihe 91.62 in das Nummernschema eingereiht.
Eine Lokomotive vom Typ ELNA 2 ist bei der Deutschen Gesellschaft für Eisenbahngeschichte (DGEG) im Ausstellungsbestand vorhanden. Es handelt sich dabei um die frühere Lok 146 der Butzbach-Licher Eisenbahn (BLE), die 1941 von Henschel gebaut wurde und 1960 bis 1964 als RRE 146 bei der Reinheim-Reichelsheimer-Eisenbahn in Betrieb war.

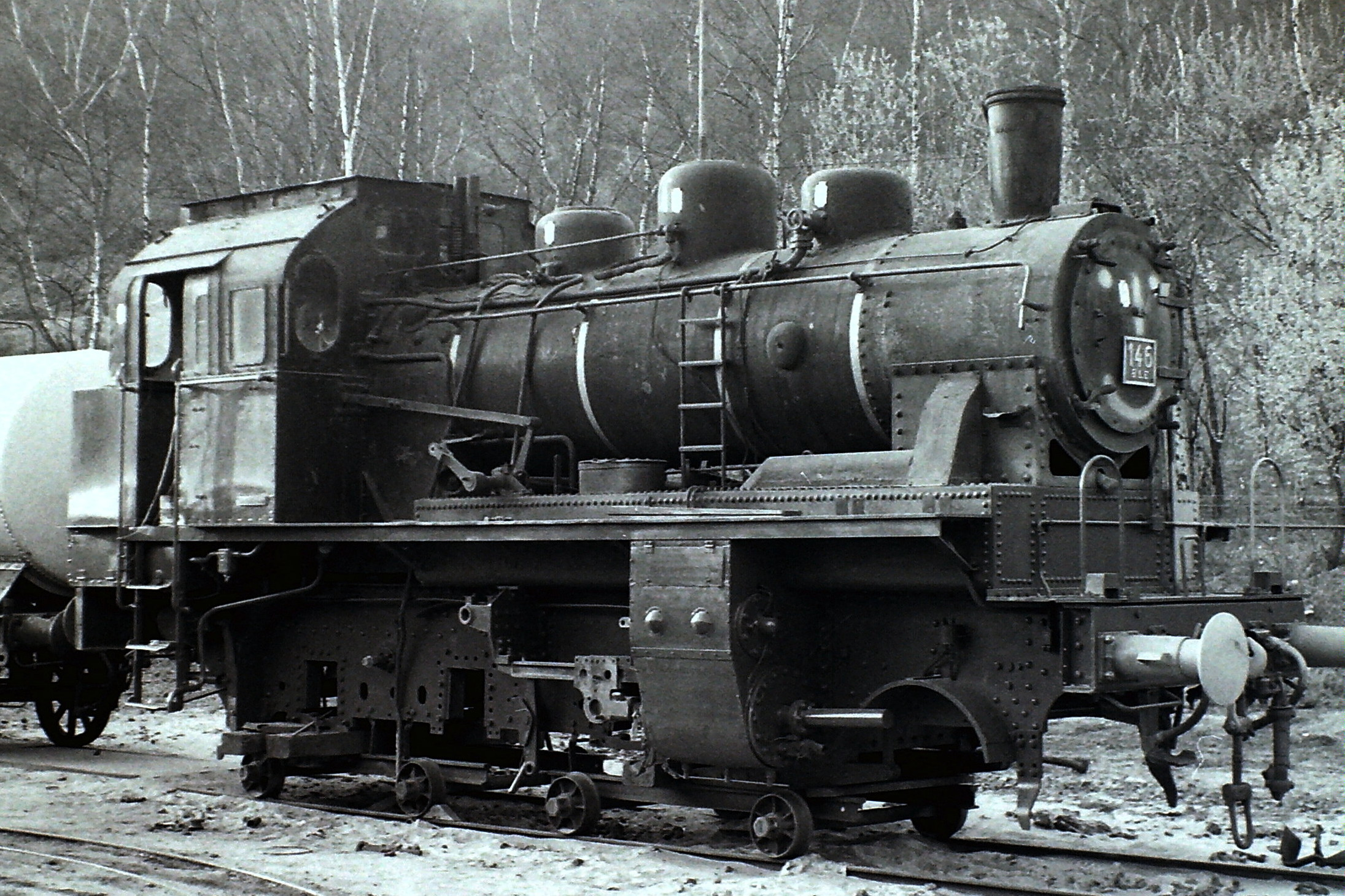
BLE 146 Hauptuntersuchung
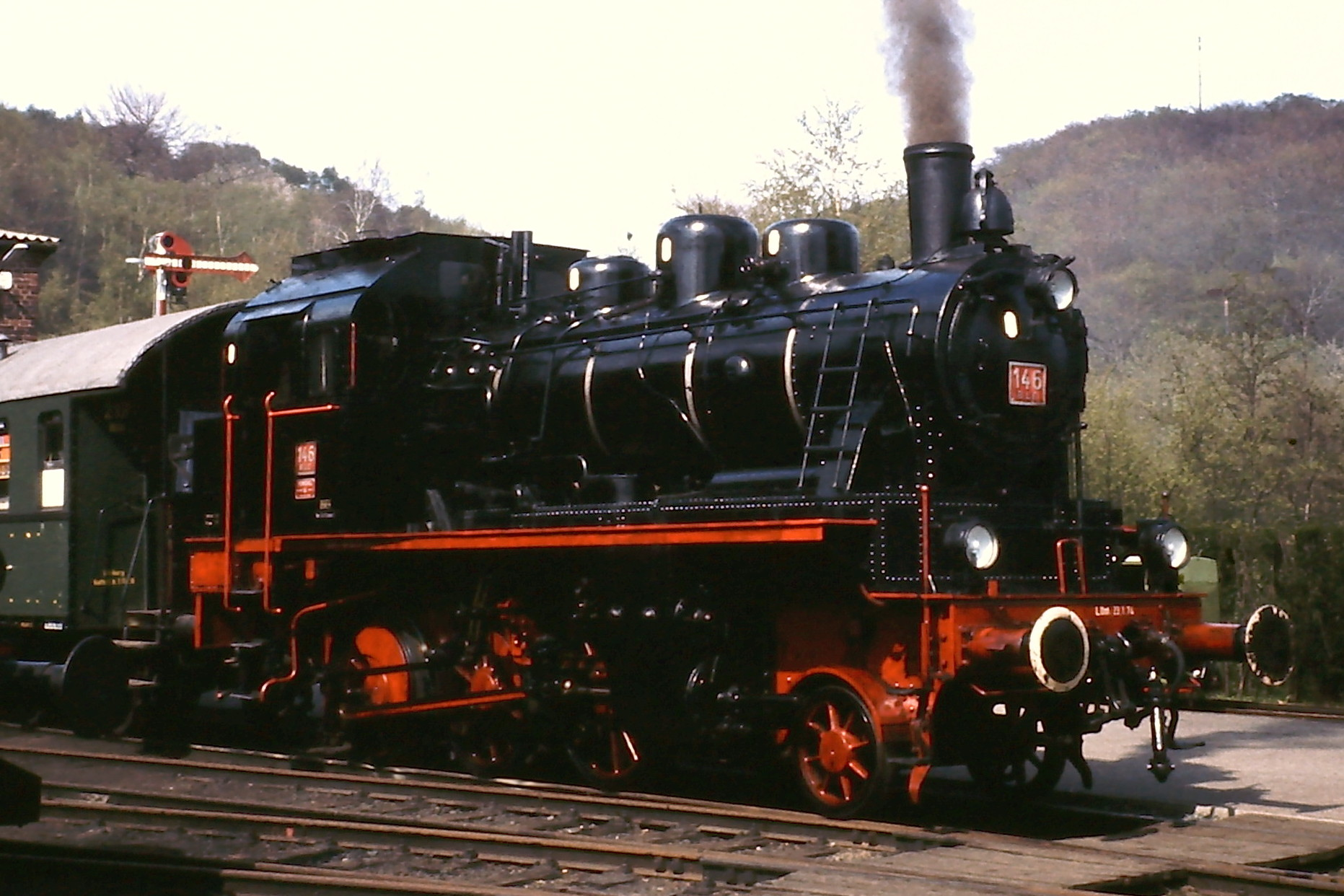
BLE 146 Eisenbahnmuseum Bochum-Dahlhausen